# 镧镍合金
镧镍合金是镧和镍之间形成的合金，存在LaNi5、La2Ni7、LaNi2、LaNi3、La2Ni3、LaNi和La3Ni等多种相。

## LaNi5
LaNi5是一种金属间化合物，具有CaCu5结构，属六方晶系。它在200°C以上可以被空气氧化。在20°C以上可以和盐酸、硫酸或硝酸反应。可用作加氢反应的催化剂。

## 其它化合物
除了LaNi5之外，还有La2Ni7、LaNi2、LaNi3、La2Ni3、LaNi和La3Ni等多种整比化合物及LaNi2.286（四方晶系，空间群I4̄2m）等非整比化合物。LaxNiy中的镍原子也可以被其它原子取代，如LaNi2.5Co2.5。